# Partimpim Tlês
Partimpim Tlês é o décimo álbum de estúdio da cantora e compositora Adriana Calcanhotto e o terceiro álbum infantil do projeto Partimpim (por isso a grafia "tlês" em vez de três, para designar uma voz infantil) da cantora. O álbum contém composições de Chico Buarque, Gilberto Gil, Ben Jor, Caymmi, Gonzaguinha e muito mais.
O álbum foi lançado em LP pela Polysom em parceria com a Sony Music.

## Faixas
| N.º | Título                             | Compositor(es)                             | Duração |  |
| 1.  | "Salada Russa"                     | Adriana Partimpim, Paula Toller            | 3:22    |  |
| 2.  | "Taj Mahal"                        | Jorge Ben Jor                              | 3:31    |  |
| 3.  | "Lindo Lago do Amor"               | Gonzaguinha                                | 2:50    |  |
| 4.  | "O Pato"                           | Jayme Silva, Neusa Teixeira                | 3:25    |  |
| 5.  | "Criança Crionça"                  | Augusto de Campos, Cid Campos              | 3:48    |  |
| 6.  | "Por que Os Peixes Falam Francês?" | Domenico Lancellotti, Alberto Continentino | 3:51    |  |
| 7.  | "Passaredo"                        | Chico Buarque, Francis Hilme               | 2:25    |  |
| 8.  | "De Onde Vem o Baião?"             | Gilberto Gil                               | 3:09    |  |
| 9.  | "Tia Nastácia"                     | Dorival Caymmi                             | 3:17    |  |
| 10. | "Também Vocês"                     | Adriana Partimpim, João Callado            | 2:49    |  |
| 11. | "Acalanto"                         | Dorival Caymmi                             | 2:57    |  |

## Prêmios e indicações

### Prêmio Contigo! MPB FM
| Ano  | Categoria          | Indicação              | Resultado |
| ---- | ------------------ | ---------------------- | --------- |
| 2013 | Projetos Especiais | Adriana Partimpim Tlês | Indicado  |